# Cookovy ostrovy na Letních olympijských hrách 2024
Cookovy ostrovy se účastnily Letních olympijských her 2024 a zastupovali je 2 sportovci ve 2 sportech (1 muž a 1 žena). Během zahájení her byli vlajkonoši výpravy běžec Alex Beddoes a plavkyně Lanihei Connolly. Při zakončení her byla vlajkonoškou výpravy Lanihei Connolly. Cookovy ostrovy během her nezískaly žádnou medaili.

## Pozadí
V roce 1986 byl Sportovní a národní olympijský výbor Cookových ostrovů uznán Mezinárodním olympijským výborem. První sportovní delegace Cookových ostrovů startovala na letních olympijských hrách v roce 1988 v Soulu. Od té doby reprezentanti Cookových ostrovů startovali na všech letních olympijských hrách. Nikdo z nich však nezískal olympijskou medaili.

## Disciplíny

### Atletika
V atletice Cookovy ostrovy reprezentoval běžec Alex Beddoes, pro kterého to byl třetí start na olympijských hrách. Na olympijských hrách mohl startovat v závodu mužů na 800 m bez splnění kvalifikačního limitu. Kvůli zranění však do závodu nenastoupil.
| Sportovec    | Disciplína   | Rozběh | Rozběh | Čtvrtfinále | Čtvrtfinále | Semifinále | Semifinále | Finále | Finále |
| Sportovec    | Disciplína   | Čas    | Pořadí | Čas         | Pořadí      | Čas        | Pořadí     | Čas    | Pořadí |
| ------------ | ------------ | ------ | ------ | ----------- | ----------- | ---------- | ---------- | ------ | ------ |
| Alex Beddoes | 800 m – muži | DNS    | DNS    | DNS         | DNS         | DNS        | DNS        | DNS    | DNS    |

### Plavání
Pro Lanihei Connolly byl start na olympijských hrách v Paříži její olympijským debutem. Na olympijských hrách mohla startovat v závodu žen na 100 m prsa bez splnění kvalifikačního limitu. Dne 28. července 2024 nastoupila do druhé rozplavby, kde s časem 1:10,45 skončila na posledním místě. Celkově obsadila 32. místo.
| Sportovkyně      | Disciplína        | Rozplavba | Rozplavba | Semifinále   | Semifinále   | Finále       | Finále       |
| Sportovkyně      | Disciplína        | Čas       | Pořadí    | Čas          | Pořadí       | Čas          | Pořadí       |
| ---------------- | ----------------- | --------- | --------- | ------------ | ------------ | ------------ | ------------ |
| Lanihei Connolly | 100 m prsa – ženy | 1:10,45   | 32.       | nepostoupila | nepostoupila | nepostoupila | nepostoupila |